# カトリック神ノ島教会

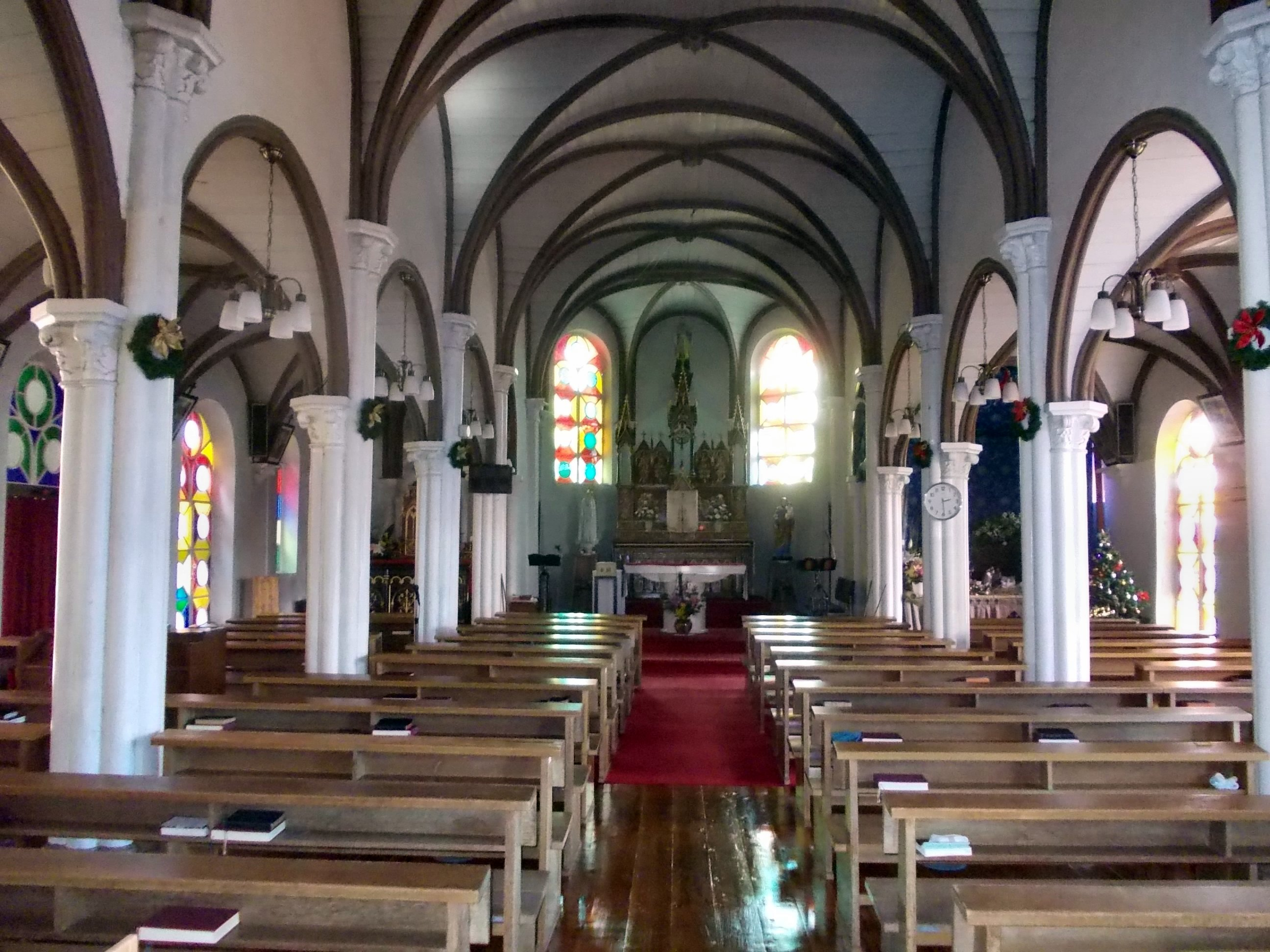
礼拝堂内部

カトリック神ノ島教会（カトリックかみのしまきょうかい）は、長崎県長崎市神ノ島町に所在するキリスト教（カトリック）の教会堂である。

## 沿革
長崎港の入口にあたる神ノ島は1960年代に海面埋め立てで九州本土と繋がるまでは離島であった。
幕末のプティジャン神父による「隠れキリシタンの発見」の後、神の島で水方を務めていた西政吉が大浦のプティジャン神父を訪ね、神の島にも潜伏キリシタンが多くいることを打ち明け、その後神の島の隠れキリシタンはカトリック教会に復帰していく。当時、全島民が潜伏キリシタンであったとする説もある。
1876年（明治9年）に、パリ外国宣教会のブレール神父が神ノ島に着任し、仮教会が設けられ、1881年（明治14年）に、後任のラゲ神父により現在地に木造の教会堂が建築された。現存の煉瓦造りの教会堂は、1892年（明治25年）に当地に来住したデュラン神父が私財を投じ設計・建築したもので、1897年（明治30年）に竣工した 。当初は漆喰塗りであったが、のち石灰・セメント塗りに改装され、現在の白い外観になっている。
長崎港を発着する船から教会の姿を見ることができるため、長崎港のランドマークの1つとなっている。

## 所在地
- 850-0078 長崎県長崎市神ノ島町2-148

### アクセス
- 長崎駅より長崎バス6系統・神の島教会下行きで約30分、終点下車徒歩4分。